# Фольваркі-Тильвіцькі
Фольваркі-Тильвіцькі (пол. Folwarki Tylwickie) — село в Польщі, у гміні Заблудів Білостоцького повіту Підляського воєводства.
Населення — 164 особи (2011).
У 1975-1998 роках село належало до Білостоцького воєводства.

## Демографія
Демографічна структура станом на 31 березня 2011 року:
|          | Загалом | Допрацездатний вік | Працездатний вік | Постпрацездатний вік |
| -------- | ------- | ------------------ | ---------------- | -------------------- |
| Чоловіки | 75      | 8                  | 54               | 13                   |
| Жінки    | 89      | 12                 | 40               | 37                   |
| Разом    | 164     | 20                 | 94               | 50                   |